# Not a Pretty Picture
Not a Pretty Picture és una pel·lícula docudrama estatunidenca de 1976. La pel·lícula va ser escrita, produïda i dirigida per Martha Coolidge, marcant el seu debut com a directora, després d'anys de treballar com a documentalista a principis i mitjans dels anys setanta. La pel·lícula recrea l'experiència de Coolidge de ser violada per un conegut quan tenia setze anys el 1962, després se centra en les conseqüències. La pel·lícula es va estrenar per primera vegada el 31 de març de 1976 a la ciutat de Nova York. Es va projectar al Festival Internacional de Cinema de Toronto de 1976 i als cinemes d'art i assaig. El 2022, la pel·lícula va ser restaurada per l'Academy Film Archive i The Film Foundation i se li va donar una estrena limitada a les sales. Ha estat subtitulada al català.

## Argument
La primera part de la pel·lícula mostra una Martha adolescent, interpretada per una actriu, passant l'estona amb un grup d'amics i coquetejant amb nois en un cotxe. Després torna a un apartament amb els nois. La mateixa Coolidge periòdicament trenca la quarta paret per qüestionar els actors sobre els seus plantejaments. També entrevista persones amb qui era propera en aquell moment per recordar-ne com va actuar.
L'adolescent Martha i la seva cita, Curly, es troben en una habitació de l'edifici on el terra està folrat de matalassos. Dos dels seus amics s'estan besant a una altra habitació, mentre que un altre s'ensopega borratxo. Curly condueix la Martha a través d'un forat a la paret fins a un altre espai, on es desenvolupa l'assalt. Es mostra la directora Coolidge filmant l'escena. La càmera talla bruscament els actors parlant amb Coolidge sobre les seves eleccions en la posada en escena i en l'actuació fora de l'escenari. Coolidge i l'actriu que interpreta l'adolescent Martha comparteixen històries personals sobre la violació. L'actor que interpreta a Curly examina la seva pròpia participació en una cultura que cosifica les dones, i explica com solia anar a una universitat local a recollir "porcs", noies promiscues amb les quals podia dormir.
Les conseqüències de l'assalt impliquen que l'adolescent Martha s'obre i s'uneix a la seva companya de pis Anne, que és interpretada per l'antiga companya d'habitació de Coolidge, Anne Mundstuk. L'Anne intenta proporcionar un espai segur per al trauma de l'adolescent Martha.

## Repartiment
- Michele Manenti com a Martha als 16 anys
- Jim Carrington com Curly
- Anne Mundstuk com ella mateixa
- Reed Birney com a Fred
- John Fedinatz com a Virgínia Occidental
- Diana Gold com a Jane
- Stephen Laurier com a Brian
- Lillah McCarthy com a Nancy
- Janet Morrison com a Bunny
- Melissa Murdock com a Leah
- Hal Studer com a Cullen
- Amy Wright com a Cindy

## Llegat
El director Francis Ford Coppola va quedar impressionat per la pel·lícula i va convidar Coolidge a treballar amb la seva companyia de producció American Zoetrope, la qual cosa finalment va portar a Coolidge a dirigir el seu llargmetratge d'estudi, El meu estimat rebel.
La pel·lícula es va projectar en 16 mm als Anthology Film Archives de Nova York el 2018. Escrivint sobre la pel·lícula de The Village Voice, la cineasta April Wolfe va dir: "El què és més inquietant d'aquesta pel·lícula de quatre dècades és el poc que ha canviat en el temps des d'aleshores. Encara estem aprenent les mateixes lliçons que Coolidge intentava donar fa tant de temps: res és diferent." Va assenyalar: "En altres pel·lícules dels anys setanta i vuitanta, les dones estaven emprant formes híbrides similars com a mitjà per compartir les seves experiències marginades amb una certa distància pel bé de la seva psique. Daughter Rite de Michelle Citron  (1980), Striptease de Kay Armatage (1980) i Unfinished Diary de Marilú Mallet (1982) entren en aquesta categoria." La pel·lícula ha estat descrita com una influència en la pel·lícula de Jennifer Fox de 2018 The Tale. El 2020, Richard Brody de The New Yorker va incloure Not a Pretty Picture a la seva llista de seixanta-dos millors documentals de tots els temps.
El 2022, The Academy Film Archive, en col·laboració amb la Film Foundation de Martin Scorsese, va restaurar Not a Pretty Picture, amb finançament proporcionat per la George Lucas Family Foundation. La restauració es va estrenar el 8 de desembre de 2022 a l'Academy Museum a Hollywood. El 2023, Not a Pretty Picture es va projectar al Berlinale, seleccionada per Céline Sciamma.
L'agost de 2024, la pel·lícula va ser llançada en Blu-ray i DVD per Criterion Collection.